# Drosera alba
Drosera alba ist eine fleischfressende Pflanze aus der Gattung Sonnentau  (Drosera). Sie ist in Südafrika heimisch und wurde 1913 von Edwin Percy Phillips erstbeschrieben.

## Beschreibung
Drosera alba sind schlanke, kleine krautige Pflanzen mit mehreren kurzen Wurzeln, die leicht angeschwollen sind. 
Die bodennah rosettig stehenden, später locker arrangierten Blätter sind ungestielt, nebenblattlos, dimorph. Die Blätter der bodennahen Rosette sind umgekehrt-lanzettlich, 1 bis 2 Zentimeter lang und 4 Millimeter breit. Die Randtentakeln am äußeren Ende haben abgeflachte Drüsenköpfe und sind keulenförmig. Die oberen Blätter sind aufrecht, linealisch, rund 5 Zentimeter lang und 1,5 Millimeter breit, am Ende stumpf, ihre Randtentakeln sind nur keulenförmig. 
Der Blütenstand entspringt der Rosette, die Blütenstandsachse ist schlank, unbelaubt und bis 13 Zentimeter lang. An ihrem Ende trägt sie ein bis mehrere Blüten, die Blütenstiele sind rund 2 Zentimeter lang. 
Die Kelchblätter sind verwachsen, die einzelnen Lappen sind eiförmig und bis zu 3 Millimeter lang. Die Kronblätter sind weiß oder violett und breit umgekehrt-eiförmig und haben eine Länge von 7 bis 10 Millimetern. Die Staubfäden sind kurz, das Konnektiv rhombisch. Die Griffel sind vom Ansatz an geteilt, die Narben fächrig, selten (bei unreifen Exemplaren) verwoben. Die Kapselfrüchte sind eiförmig, die Samen eiförmig.

## Verbreitung
Die Art ist beschränkt auf die südafrikanische Kapregion in den Distrikten Vanrhynsdrop, Clanwilliam and Calvinia. Sie tritt häufig mit Drosera cistiflora vergesellschaftet auf.